# Campagne de l'Agro Romano pour la libération de Rome
Cet article concerne campagne militaire pendant la période du Risorgimento. Pour l'évènement de la Seconde Guerre mondiale, voir Libération de Rome.

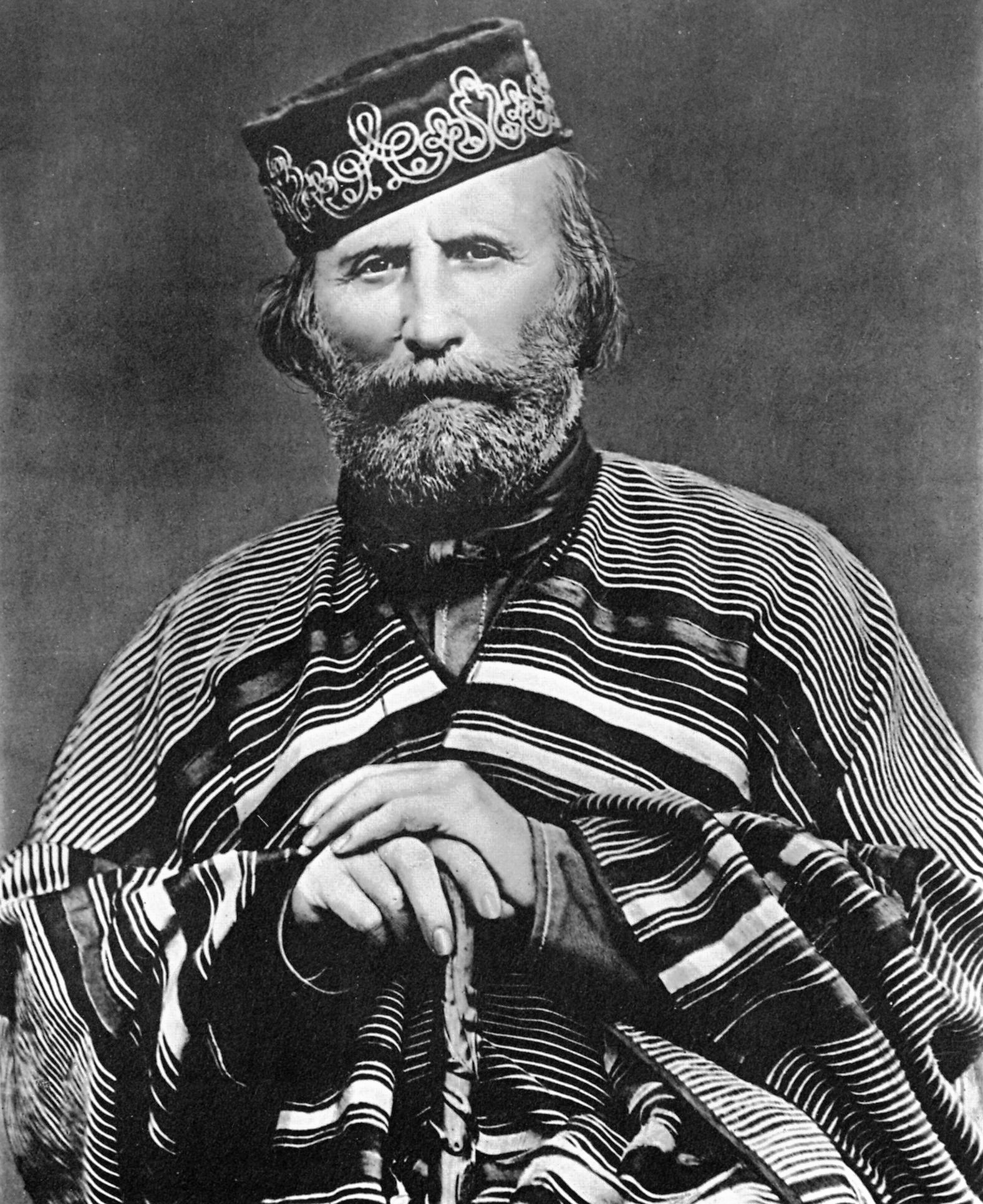
Giuseppe Garibaldi en 1866.

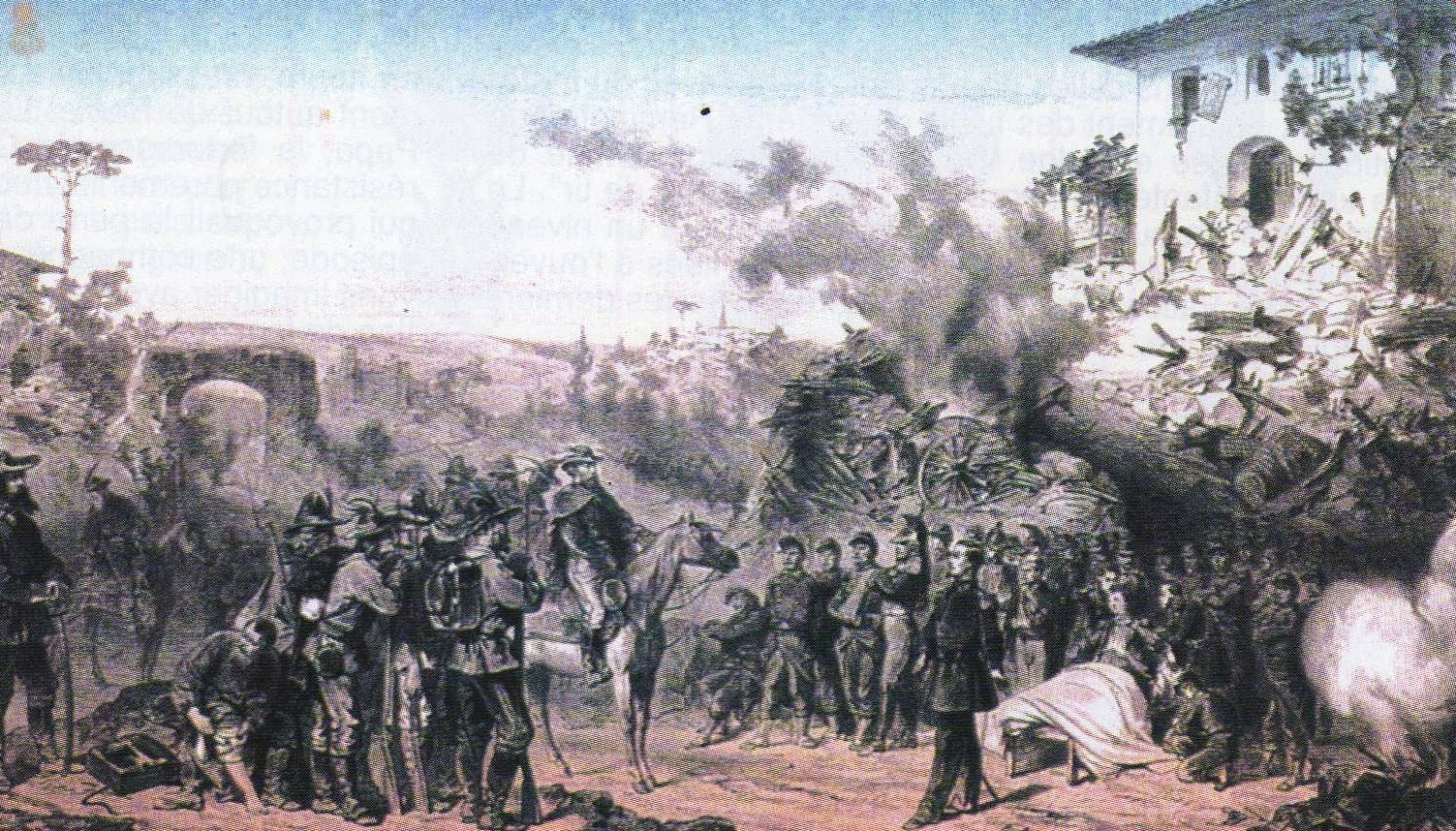
Capitulation des troupes pontificales le 26 octobre 1867 lors de la bataille de Monterotondo.

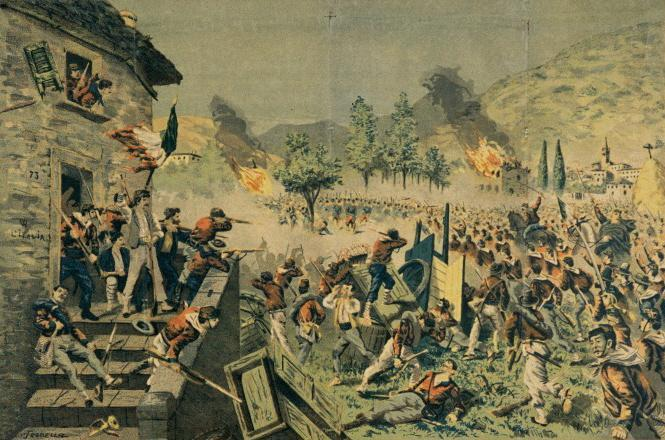
La bataille de Mentana, le 3 novembre 1867 (par Archimede Tranzi).

La campagne de l'Agro Romano pour la libération de Rome désigne une campagne militaire de la Troisième guerre d'Indépendance italienne conduite à l'automne 1867 par Giuseppe Garibaldi à la tête des 10 000 volontaires des Brigades garibaldiennes (les chemises rouges) pour la libération de Rome de l'emprise des États pontificaux soutenus par les troupes françaises envoyées par Napoléon III.
Ces luttes, de la période du Risorgimento pour l'unification de l'Italie, se sont déroulées dans la campagne entourant Rome qui est appelée depuis la période romaine Ager Romanus (ou Agro Romano en italien). Les batailles de l'Agro Romano ont eu lieu autour des villes de Ronciglione, Viterbo, Bagnoregio, Nerola, Montelibretti, Monte San Giovanni Campano, Monterotondo, Farnese et Subiaco.

## Histoire
Les hommes de Garibaldi, volontaires de 220 communes italiennes ayant répondu à son appel lancé en mars 1867, sont au départ environ 5 000, rassemblés entre Terni et Orvieto, alors que Garibaldi est bloqué à Caprera par la Regia Marina. Ils sont commandés par le fils de Garibaldi, Menotti Garibaldi, pour la zone de Rome, Giovanni Acerbi pour celle de Viterbo, et Giovanni Nicotera pour Frosinone.
Le 13 octobre, de violents combats ont lieu dans la ville de Montelibretti. Le 15 octobre, Garibaldi s'échappe de Caprera et rejoint ses hommes à Monterotondo, où il combat les troupes pontificales le 25 octobre et remporte une difficile victoire.
Les chemises rouges entourent petit à petit Rome mais la population reste calme. Garibaldi attend alors en vain un soulèvement populaire à Rome qui lui permettrait de tenter de prendre la ville. Il voit au contraire certains de ses hommes déserter. Il décide le 3 novembre de rejoindre Tivoli afin de dissoudre la légion indisciplinée. Par ailleurs, il manque d'officiers professionnels et d'armes.
Napoléon III, devant la possibilité de la chute du pouvoir papal à Rome qu'il refuse, décide alors d'envoyer environ 2 000 soldats français afin de combattre auprès des troupes pontificales. Les troupes françaises débarquent le 29 octobre à Civitavecchia. À Mentana le 3 novembre 1867, les deux armées se heurtent, de 5 à 6 000 hommes de chaque côté. Malgré la dépêche célèbre du général de Failly (« les chassepots ont fait merveille »), les troupes françaises sont peu intervenues dans ce combat, et les garibaldiens n'ont pas été très combatifs. La défaite de Garibaldi est cuisante (150 à 1 000 morts ainsi que 1 400 prisonniers), et la retraite de ses hommes est éprouvante.
Cette bataille termine la campagne de l'Agro Romano pour la libération de Rome. La prise de Rome aura finalement lieu le 20 septembre 1870 en raison de la capitulation le 2 septembre de Napoléon III dans le cadre de la guerre franco-prussienne, permettant à Victor-Emmanuel II d'engager les troupes de Raffaele Cadorna contre celles des États pontificaux, qui ne sont plus alors défendus par la France.